# Норвуд, Ричард

Карта Бермудских островов Ричарда Норвуда 1622 г.

Ричард Норвуд (англ. Richard Norwood; около 1590 — 1675) — английский математик, водолаз, картограф и геодезист.

## Биография
Образование окончил в 12-летнем возрасте. Позже работал помощником торговца рыбой. В возрасте 15 лет отбыл короткий тюремный срок за непочтение к хозяину.
Работал в корабельных доках Лимингтона и приобрел известность, создав из бочонка примитивный подводный колокол для погружения под воду, который использовал для подъёма большой корабельной пушки, случайно упавшей за борт в гавани. Его новаторство привлекло внимание компании Бермудских островов. Компания наняла его в качестве специалиста и в 1616 году отправила Р. Норвуда для осмотра островов и поиска жемчуга. После 5-недельного рейса, в ходе которого Норвуд изучал математику, навигацию и теологию, корабль застрял на рифах. Во время вынужденной стоянки на морских скалах был сделан вывод о том, что жемчуга здесь нет.
В 1616 году Норвуд начал своё исследование Бермудских островов. Географические исследования были вызваны необходимостью нахождения новых плодородных земель, так как урожай того года был уничтожен «чумными крысами», завезенными на острова испанскими кораблями. В результате ему удалось найти новые плодородные земли в западной части острова не был разделенные на участки. В это время на Бермудских островах проживало 600 человек. Позднее Р. Норвуд был обвинен в сговоре с губернатором в присвоении акций на лучшие земли для личной выгоды самого себя и губернатора. Составленная им карта была опубликована в Лондоне в 1622 году.
Совершил несколько посещений островов, но, по его собственным словам, в течение нескольких лет до 1630 года и после до 1640 года, проживал в Лондоне, недалеко от Тауэр-Хилла. Работал преподавателем математики.
Во время гражданской войны в Англии он, по-видимому, проживал на Бермудских островах, где работал в качестве школьного учителя. В 1662 году провёл второе обследование островов. Ему также приписывают создание в 1662 г. старейшей школы Бермудских островов — Академии Уорик.

## Научная деятельность
Внёс вклад в определении формы[уточнить] Земли и длины градуса. Он измерил расстояние от Лондона до Йорка, отчасти цепями, отчасти шагами. В 1633—1635 гг. Норвуд при помощи квадранта провёл наблюдения разницы в высоте Солнца на меридиане между двумя конечными пунктами и в результате получил достаточно точную «величину градуса в наших английских мерах».

## Избранные публикации
- Trigonometrie, or the Doctrine of Triangles, 1631.
- The Seaman’s Practice, 1637. Published London.
- Fortification, or Architecture Military, 1639.
- Truth gloriously appearing, 1645.
- Considerations tending to remove the Present Differences, 1646.
- Norwood’s Epitomy, being the Application of the Doctrine of Triangles, 1667.